# Claude Duty
Pour les articles homonymes, voir Duty (homonymie).
 (avril 2017).
Si vous disposez d'ouvrages ou d'articles de référence ou si vous connaissez des sites web de qualité traitant du thème abordé ici, merci de compléter l'article en donnant les références utiles à sa vérifiabilité et en les liant à la section « Notes et références ».
Claude Duty, né le 9 septembre 1946 à Tunis, est un réalisateur français.

## Filmographie

### Réalisateur

#### Longs métrages
- Filles perdues, cheveux gras (2002)
- Bienvenue au gîte (2003)
- Chez nous c'est trois (2013)

#### Courts métrages
- Le Courant d'air (1974). 16 mm, 4 min 30
- Les Contes du noyé bagué (1976). 16 mm, 27 secondes
- La Religieuse de Diderot (1978). 16 mm, 1 min
- Rêve de vaches (1978). 16 mm, 2 min 30
- Mode d'emploi (1979). 16 mm, 3 min
- J'en bave (1980). 16 mm, 6 min
- Observation de l'Hématozoaire de Laveran (1981). 16 mm, 2 min
- Poppée (1982). 16 mm, 10 min
- Intra muros (1984). 16 mm, 10 min
- Les Énervés de Jumièges (1986). 35 mm, scope, 20 min
- Mourir en Macédoine (1988). 35 mm, 4 min
- "Dialogues givrés" (série de 13 formats courts, 1990). vidéo, 13 x 35 s
- Ménage à froid (1991). 35 mm, 4 min 30
- Passera-t-il ? (1991). 35 mm, 10 min
- Retour de bâton (1992). 35 mm, 7 min
- Pierre et Claude (1995). 35 mm, 12 min
- La Pucelle des zincs (1995). 35 mm, scope, 20 min. Coréalisé avec Alain Ade.
- Stigmates (1996). 35 mm, 28 min. Coréalisé avec Jean-Louis Gonnet.
- Poids et moi (1997). 35 mm, 6 min
- Rupture de fin d'été (1997). Vidéo, 4 min 30
- Rupture imposée (1997). Vidéo 4 min 30
- En plein dans la cuisse ! (1999). Vidéo, 35 mm, 16 min 17
- Le Goût du couscous (2000). Vidéo, 11 min
- Civilisation (2010). 4 nim 30
- La peinture à l'huile (2011). 33 min
- La musique à l'eau (2017). 24 min
- Le soir au fond des bois (2019). 27 min

### Acteur

#### Longs métrages
- Avril de Gérald Hustache-Mathieu (2005)